# 青金岩
青金岩（英文：Lapis lazuli，來源於拉丁語），又稱為青金石，是一種較為罕有的寶石，為變質岩的一種。在阿富汗的巴达克山，發掘青金石的歷史已經超過6,000年。在古埃及前王朝時期遺址亦可發掘到青金石所製的首飾，在高加索梅赫爾格爾的新石器時代葬地，甚至遠至毛里塔尼亞亦可找到青金石的珠鏈。

## 語源
青金石在中国古代称为璆琳、金精、瑾瑜、青黛等。
拉丁語「Lapis lazuli」中的“lapis”有「石頭」的意思，而lazuli為中古拉丁語lazulum的所有格，此字源於由阿拉伯語lāzaward，最早可追溯於波斯語中的لاژورد，lāzhvard，該地為出產青金石之地。英語的azure，法語的azur，西班牙語及葡萄牙語的azul及意大利語的azzurro是同源詞。而「lapis lazuli」整個詞語的意思就是「Lāzhvard'的石頭」。

## 組成
以青金石矿物为主(含量約25%到40%)，同时含有少量的黄铁矿、方解石、方鈉石等杂质的隐晶质集合体。

## 成因
青金石玉石矿床的成因类型为接触交代矽卡岩型。

## 产地
产地有美国、阿富汗、蒙古、缅甸、智利、加拿大、巴基斯坦、印度和安哥拉等国。阿富汗的青金石出产于该国巴达赫尚省的含青金石区，其中以萨雷散格矿床最为著名。

## 青金石的选择
青金石在选择上以色泽均匀无裂纹，质地细腻雾无金星和白色斑点为佳。但是如果金星色泽发黑、发暗，或者方解石含量过多在表面形成大面积的白斑，则价值大大降低。

## 歷史與文化意义
《石雅》云：“青金石色相如天，或复金屑散乱，光辉灿烂，若众星丽于天也”。所以中国古代通常用青金石作为上天威严崇高的象征。外国学者赫尔芝认为，中国在公元2世纪（东汉）已有青金石，而章鸿钊在《石雅》中则认为中国三代之初已有。这一争执，也有待于广大考古工作者来解决。据《清会典图考》载：“皇帝朝珠杂饰，唯天坛用青金石，地坛用琥珀，日坛用珊瑚，月坛用绿松石；皇帝朝带，其饰天坛用青金石，地坛用黄玉，日坛用珊瑚，月坛用白玉”。皆借玉色来象征天、地、日、月，其中以天为上。由于青金石玉石“色相如天”，故不论朝珠或朝带，尤受重用。佛教也把青金石色相作为佛家威严的形象色彩。同时，青金石也被阿拉伯国家视为“瑰宝”另外阿富汗也把它当作自己国家的“国石”。
佛教称之为吠努离或璧琉璃，属于佛教七宝之一。